# Lies Bonnier
Elisabeth Johanna Maria Bonnier, més coneguda com a Lies Bonnier   ('s-Hertogenbosch, 8 de juliol de 1925 - Gooise Meren, 22 d'agost de 2021) és una nedadora neerlandesa, ja retirada, especialista en braça, que va competir durant les dècades de 1940 i 1950.
El 1950 va guanyar la medalla de plata en els 200 metres braça del Campionat d'Europa de natació que es va disputar a Viena. Dos anys més tard va prendre part en els Jocs Olímpics de Hèlsinki, on quedà eliminada en sèries en la prova dels 200 metres braça del programa de natació. Aquell mateix 1952 guanyà el campionat nacional dels 200 metres braça.